# Route européenne 717
Pour les articles homonymes, voir Route 717.
La Route européenne 717 relie la ville de Turin en Italie à celle de Savone. C'est une autoroute payante à 2 fois 2 voies appelée A6. C'est un axe reliant plus généralement le Piémont à la "riviera di Ponente", c'est-à-dire la riviera du couchant allant de la frontière française jusqu'à la ville de Gênes. On peut utiliser cet axe pour se rendre de Turin à Gênes même s'il est préférable de passer par Alexandrie.